# Кингс-Кросс Сент-Панкрас (станция метро)
«Кингс-Кросс Сент-Панкрас» — пересадочный узел Лондонского метро в боро Камден. На станции останавливаются поезда шести линий (на четырёх парах путей): Кольцевой, Метропо́литен, Хаммерсмит-энд-Сити, Северной, Пикадилли и Виктория.
Пересадочный узел метро «Кингс-Кросс Сент-Панкрас» объединяет шесть линий и является крупнейшим транспортным пересадочным узлом метрополитена Лондона. Относится к первой тарифной зоне.

## История станции
Станция была открыта в 1863 году в составе первой в мире линии метрополитена — «Метрополитен Рейлуэй». Платформы Грейт Норзерн, Пикадилли-энд-Бромптон Рейлуэй (сейчас часть линии Пикадилли) были открыты в декабре 1906 года, а Сити-энд-Саус Лондон Рейлуэй (сейчас часть Северной линии) — в мае 1907. 1 декабря 1968 года появилась платформа линии Виктория. 18 ноября 1987 года в наклонном ходе линии Пикадилли вспыхнул сильный пожар, в результате которого погиб 31 человек.

## Иллюстрации
- Вид на платформу «Метрополитен», «Хаммерсмит-энд-Сити» и Кольцевой линии.
- Рондель на платформе Северной линии
- Пожарные тушат пожар на станции 18 ноября 1987 года